# ابن علیه مصری
ابواسحاق، ابراهیم بن اسماعیل اسدی شهرت‌یافته به ابن عُلَیِّه (۷۶۸–۸۳۳م) محدث مصری بود. او به خلق قرآن باور داشت و او را جهمی دانسته‌اند. «ناهنجاری بسیاری داشت و شیوه‌هایش نزد اهل سنت مهجور بود». با شافعی مناظرات داشت. آثاری در فقه نوشت که شبیه جدل است؛ مانند الرد علی مالک.